# Michael Douglas (skeletonista)
Michael „Mike” Douglas (ur. 31 marca 1971 w Toronto) – kanadyjski skeletonista, uczestnik zimowych igrzysk olimpijskich w Vancouver.

## Przebieg kariery
Po raz pierwszy w zawodach rangi międzynarodowej startował 10 grudnia 2006, zajmując 4. pozycję w konkursie Pucharu Europy rozegranym w Königssee. 13 stycznia 2007 zaliczył natomiast debiut w Pucharze Świata, w zawodach pucharowych w Nagano zajął 18. pozycję. W 2008 brał udział w mistrzostwach świata, zajmując 15. pozycję w indywidualnej rywalizacji.
W 2010 był reprezentantem Kanady na zimowych igrzyskach olimpijskich. W indywidualnej rywalizacji Kanadyjczyk został zdyskwalifikowany z powodu zbyt późnej kontroli sań przed startem trzeciego biegu.
W 2011 ponownie brał udział w mistrzostwach świata – indywidualnie zajął 13. pozycję, a w rywalizacji mieszanej reprezentanci Kanady (wśród których był Douglas) uplasowali się na 7. pozycji. Ostatnie starty Douglasa miały miejsce w sezonie 2011/2012. Wówczas Kanadyjczykowi udało się jedyny raz w karierze zająć miejsce na podium konkursu drużynowego Pucharu Świata w Königssee, jak również zająć 11. pozycję na mistrzostwach świata.

## Osiągnięcia

### Zimowe igrzyska olimpijskie
| Miejsce | Dzień        | Rok  | Miejscowość | Konkurs | Bieg 1  | Bieg 2  | Bieg 3 | Bieg 4 | Czas końcowy | Strata | Zwycięzca      |
| ------- | ------------ | ---- | ----------- | ------- | ------- | ------- | ------ | ------ | ------------ | ------ | -------------- |
| DSQ     | 19-20 lutego | 2010 | Vancouver   | ind.    | 0:52,83 | 0:53,04 | –      | –      | –            | –      | Jon Montgomery |

### Mistrzostwa świata
| Miejsce | Dzień        | Rok  | Miejscowość | Konkurs | Bieg 1  | Bieg 2  | Bieg 3  | Bieg 4  | Czas końcowy | Strata  | Zwycięzca       |
| ------- | ------------ | ---- | ----------- | ------- | ------- | ------- | ------- | ------- | ------------ | ------- | --------------- |
| 15.     | 21-22 lutego | 2008 | Altenburg   | ind.    | 0:59,67 | 0:59,24 | 0:59,97 | 0:59,99 | 3:58,87      | 0:04,16 | Kristan Bromley |
| 7.      | 20 lutego    | 2011 | Königssee   | miesz.  | 0:52,49 | 0:51,61 | 0:53,97 | 0:50,89 | 3:28,96      | 0:02,87 | Niemcy          |
| 13.     | 24-25 lutego | 2011 | Königssee   | ind.    | 0:52,23 | 0:51,48 | 0:52,50 | 0:51,86 | 3:28,07      | 0:04,37 | Martins Dukurs  |
| 11.     | 23-24 lutego | 2012 | Lake Placid | ind.    | 0:54,78 | 0:55,31 | 0:55,43 | 0:55,41 | 3:40,93      | 0:03,84 | Martins Dukurs  |

### Puchar Świata
Miejsca w klasyfikacji generalnej
| Sezon     | Miejsce |
| --------- | ------- |
| 2006/2007 | 30.     |
| 2007/2008 | 15.     |
| 2009/2010 | 11.     |
| 2010/2011 | 14.     |
| 2011/2012 | 12.     |